# 금산 충렬사
금산 충렬사(錦山 忠烈祠)는 대한민국 충청남도 금산군 금성면에 있는 해주 오씨의 사당으로 완월당 오응정(1548년 ∼ 1597년)과 그의 장자 욱, 둘째 아들 직과 손자 방언 등 3세에 걸친 4충신을 모신 곳이다. 1984년 5월 17일 충청남도의 문화재자료 제17호로 지정되었다.

## 개요
해주 오씨의 사당으로 완월당 오응정(1548∼1597)과 그의 장자 욱, 둘째 아들 직과 손자 방언 등 3세에 걸친 4충신을 모신 곳이다.
오응정은 조선 중기의 무신으로 조선 선조 7년(1574) 무과에 급제하였다. 선조 30년(1597) 정유재란 때에는 전라도 순천을 수비하였으며, 같은 해에 왜적이 남원을 침입하자 남원성싸움에 참여했다가 전사하였다.
충렬사는 해마다 지방의 학자들이 추향제를 지내고 있다.

## 같이 보기
- 오응정

## 참고 자료
- 금산 충렬사 - 국가유산청 국가유산포털